# Оратор
Оратор (лат. orator) е човек, който държи, произнася реч, но също този, който има дарбата да говори / да държи речи пред публика и пред обществото, този който има умения в красноречието.
Антични образци за оратори са Демостен в Елада и Цицерон в Древен Рим.

## Произход на думата
Оратор произлиза от латинското oratorem (nom. orator) „говорител“, което е от глагола orare „говоря пред съда или събранието, пледирам“, от прото-индоевропейската основа *or – „произнасям ритуална формула“ (например за сравнение санскритското aryanti „те възхваляват“, омерическото гръцко are, и атическо ara „молитва“, хетското ariya – „да попиташ оракула“, aruwai – „почитам, моля се в храм“). 

## История
Значение ораторското изкуство придобива в древността благодарение на появата на демократичния polis (тоест на демократичното общество), където речта е била посредник за взимането на политически и съдебни решения.
Макар че красноречието е играло голяма роля в историята на много от древните култури, то се превръща в професия и бива развивано като система едва в демократичните управления на Древна Гърция.
Реториката има своя произход в най-ранната цивилизация, Месопотамия. Някои от най-ранните примери за реторика могат да бъдат открити в акадските писмени документи на принцесата и жрицата Енхедуанна (около 2285 – 2250 г. пр.н.е.), а по-късни примери могат да бъдат открити в нео-асирийската империя по времето на Сенахериб (704 – 681 BC). В Древен Египет реториката съществува от времето на Средното царство (около 2080 – 1640 г. пр.н.е.). Египтяните са правили красноречиви и убедителни изказвания с голямо самочувствие и това умение е било много силно ценено в тяхното общество. „Египетските правила в реториката“ ясно определяли, че „знанието кога да не се говори е основно и много уважавано реторическо умение“. Техният „подход към реториката“ по тази причина е бил „баланс между красноречието и мъдрото мълчание“. Техните правила на речта също така силно наблягали на „придържането към социалното поведение, което поддържа консервативното status quo“ и те смятали, че „умелата реч трябва да поддържа, а не поставя под въпрос обществото“. 
В Древен Рим изкуството на публичното говорене (Ars Oratoria) е било професионално умение, култивирано особено у политиците и адвокатите, юристите. Тъй като гърците били смятани за истинските специалисти в тази област, също както във философията и повечето науки, богатите водещи римски семейства често или пращали техните синове да изучават реторика в Гърция (както например младия Юлий Цезар), или наемали гръцки учител.

## Други думи
Една архаизирала се в своята употреба дума за оратор в български е вития.